# Billboard Music Award for Top Streaming Song (Audio)
Die Billboard Music Award for Top Streaming Song (Audio) wurden erstmals im Rahmen der Billboard Music Awards 2011 vergeben. Ausgezeichnet werden Lieder, die im Streaming-Audio-Verfahren erfolgreich waren. Für die Künstlerauszeichnungen siehe Billboard Music Award for Top Streaming Artist und für die Video-Streaming-Titel Billboard Music Award for Top Streaming Song (Video). Am Häufigsten gewann Drake (zweimal), der mit fünf Nominierungen auch dort den Rekord hält.

## Gewinner und Nominierte
| Jahr | Song                         | Künstler                                            | Nominierungen | Ref.  |
| ---- | ---------------------------- | --------------------------------------------------- | --- | ----- |
| 2011 | Just a Dream                 | Nelly                                               | - Just the Way You Are – Bruno Mars - Love the Way You Lie – Eminem featuring Rihanna - Need You Now – Lady Antebellum - Dynamite – Taio Cruz                                                 | [ 1 ] |
| 2012 | Rolling in the Deep          | Adele                                               | - Super Bass – Nicki Minaj - How to Love – Lil Wayne - Party Rock Anthem – LMFAO feat. Lauren Bennett & GoonRock - Without You – David Guetta feat. Usher                                     | [ 2 ] |
| 2013 | Somebody That I Used to Know | Gotye feat. Kimbra                                  | - Some Nights – Fun. - We Are Young – Fun. feat. Janelle Monáe - Lights – Ellie Goulding - Call Me Maybe – Carly Rae Jepsen                                                                   | [ 3 ] |
| 2014 | Radioactive                  | Imagine Dragons                                     | - Get Lucky – Daft Punk feat. Pharrell Williams - Royals – Lorde - Can’t Hold Us – Macklemore & Ryan Lewis - Blurred Lines – Robin Thicke feat. T.I. and Pharrell Williams                    | [ 4 ] |
| 2015 | All of Me                    | John Legend                                         | - Fancy – Iggy Azalea feat. Charli XCX - Take Me to Church – Hozier - Stay with Me – Sam Smith - Habits (Stay High) – Tove Lo                                                                 | [ 5 ] |
| 2016 | The Hills                    | The Weeknd                                          | - Sorry – Justin Bieber - What Do You Mean? – Justin Bieber - Trap Queen – Fetty Wap - Hotline Bling – Drake                                                                                  | [ 6 ] |
| 2017 | One Dance                    | Drake featuring Wizkid and Kyla                     | - Broccoli – DRAM featuring Lil Yachty - Closer – The Chainsmokers featuring Halsey - Needed Me – Rihanna - Starboy – The Weeknd featuring Daft Punk                                          |       |
| 2018 | Humble                       | Kendrick Lamar                                      | - Congratulations – Post Malone featuring Quavo - Despacito – Luis Fonsi and Daddy Yankee featuring Justin Bieber - Rockstar – Post Malone featuring 21 Savage - XO Tour Llif3 – Lil Uzi Vert |       |
| 2019 | Sicko Mode                   | Travis Scott featuring Drake, Swae Lee and Big Hawk | - I Like It – Cardi B with Bad Bunny and J Balvin - Lucid Dreams – Juice Wrld - Better Now – Post Malone - Sad! – XXXTentacion                                                                | [ 7 ] |

## Mehrfach-Gewinner und - nominierte

### Siege
2 Siege
- Drake

### Nominierungen
5 Nominierungen
- Drake

4 Nominierungen
- Post Malone

3 Nominierungen
- Justin Bieber

2 Nominierungen
- Cardi B
- DaBaby
- Fun.
- Lil Wayne
- Pharrell Williams
- Swae Lee
- The Weeknd